# Chynowski

Herb Chynowski I

Chynowski (Chinan, Chinnow, Chinow, Chinowski) – kaszubski herb szlachecki.

## Opis herbu
Herb występował przynajmniej w czterech wariantach. Opisy z wykorzystaniem zasad blazonowania, zaproponowanych przez Alfreda Znamierowskiego:
- Chynowski I (Chinnow, Chinow, Chinowski): W polu błękitnym pas czerwony; nad nim półksiężyc z twarzą złoty, pod którym trzy gwiazdy złote (1 i 2); pod pasem trzy minogi pełznące, jeden nad drugim. Klejnot: nad hełmem bez korony trzy pióra strusie, złote między błękitnymi. Labry błękitne, podbite złotem.

- Chynowski I odm. (Chinnow, Chinow): brak minogów, pióra w klejnocie srebrne.

- Chynowski II (Chinow): brak księżyca, gwiazdy w pas, lewe pióro w klejnocie srebrne.

- Chynowski II odm. (Chinan, Chinow, Chinowski): brak księżyca, brak minogów, gwiazdy w pas.

## Najwcześniejsze wzmianki
Wariant podstawowy był wymieniany przez Nowego Siebmachera, Ledebura (Adelslexikon der preussichen Monarchie von...). W tych dwóch źródłach zwierzęta z dolnego pola opisano jako węże. Wariant podstawowy wymienia też Bagmihl (Pommersches Wappenbuch). Odmienny wariant I pochodzi z pieczęci Gregora Chinnow z roku 1582, a przytacza go Bagmihl. Przypuszcza się, że puste dolne pole są skutkiem złego odciśnięcia pieczęci. Wariant II pojawił się bez barw na Mapie Pomorza Lubinusa z roku 1618. Barwy tego wariantu zrekonstruowano w Nowym Siebmacherze. Bagmihl przytacza też inny wariant tego herbu, z piórami w klejnocie odpowiednio złotym, czerwonym i srebrnym, i tak samo barwionymi labrami. Odmienny wariant II pojawił się u Cramera (Geshichte der Lande Lauenberg und Bütow) oraz u Żernickiego (Die polnische Stamwappen).

## Rodzina Chynowski
Rodzina kaszubska z Chynowia jest znana już od roku 1493 (Hans i Jürgen von Chinow). Kolejna wzmianki pochodzą z lat: 1507 (Hans), 1535 (Mathias, Gregor, Hans, Lucas), 1575 (Gregor i siedmiu innych, bezimiennych), 1582 (Gregor, Jeremias, Matthias, Hans), 1590 (Johannes). Rodzina, oprócz gniazdowego Chynowia, nabyła w roku 1590 Salinko, części we wsiach Mierzyno i Dąbrówka. Na przełomie wieków XVI i XVII rodzina posiadała jeszcze Tadzino i część w Jęczewie. Potwierdzenie na lenna w tych dobrach zyskiwali Chynowscy w latach 1601, 1608, 1618, 1621. Rodzina zaliczała się do znaczniejszych rodzin rycerskich na Pomorzu. W okresie przynależności do I Rzeczypospolitej zaczęto używać odmiejscowego nazwiska Chynowski, dawną formę zamieniając na przydomek. M.in. w roku 1658 wzmiankowany jest Michał Matyasz Chinan Chinowski, zaś Krzysztof Chynowski pełnił urzędy ziemskie w zbliżonym czasie. Według Bagmihla męska linia tej rodziny miała wygasnąć w roku 1690, ale są znane późniejsze wzmianki: rok 1714 (Konstancja Chinowska), druga połowa XVIII wieku (Klara von Zelewska z domu Chynowska), rok 1759 (von Chinowski, chorąży pruski), rok 1777 (Jan von Chynowski). Istniała również rodzina von Wussow (Osowscy), używająca podobnego herbu. Przypuszcza się, że rodzina ta miała wspólne pochodzenie z Chynowskimi.

## Herbowni
Chynowski (Chinan, Chinnow, Chinow, Chinowski). Starsza forma nazwiska (bez końcówki -ski) była często używana jako przydomek razem z nazwiskiem.
Kaszubskich Chynowskich nie znają polskie herbarze. Istnieli Chynowscy w ziemi czerskiej, herbu Rogala i w tej samej ziemi Chinowscy herbu Szeliga.